# Кьеза, Серж
Серж Кьеза (фр. Serge Chiesa; род. 25 декабря 1950, Касабланка, Касабланка) — французский футболист, известный по выступлениям за клуб «Олимпик Лион». Некоторые авторы приписывают футболисту исполнение «финта Зидана» за десятилетия до его широкого распространения.

## Клубная карьера
Профессиональную карьеру начал в «Олимпик Лион» в 1963 году. За 20 лет во «львах» Кьеза принял участие в 541 матче (рекорд клуба) и забил 134 гола (2-й результат в «Лионе»). В 1983 году перешёл в «Орлеан». Карьеру завершил в 1989 году в клубе «Клермон».

## Международная карьера
Дебют за национальную сборную Франции состоялся 10 сентября 1969 года в матче квалификации на Чемпионат мира 1970 против сборной Норвегии (3-1). Всего Кьеза провёл за сборную 12 матчей и забил 3 гола

### Голы за сборную
| # | Дата            | Место                | Соперник     | Счёт | результат | Турнир                  |
| - | --------------- | -------------------- | ------------ | ---- | --------- | ----------------------- |
| 1 | 19 мая 1973     | Парк де Пренс, Париж | Ирландия     | 1-0  | 1-1       | Квалификация на ЧМ 1974 |
| 2 | 8 сентября 1973 | Парк де Пренс, Париж | Греция       | 3-1  | 3-1       | Товарищеский матч       |
| 3 | 19 августа 1998 | Стадион Летна, Прага | Чехословакия | 0-1  | 3-3       | Товарищеский матч       |